# Wellington Koo
Vi Kyuin Wellington Koo (顧維鈞) (Shanghai, 29 januari 1887 - New York, 14 november 1985) was een Chinees politicus, diplomaat en rechter. Als diplomaat vertegenwoordigde hij zijn land tijdens verschillende belangrijke conferenties, waarbij hij weigerde de Vrede van Versailles te ondertekenen. In de jaren twintig was hij premier en president van het land en daarna ambassadeur in Frankrijk en het Verenigd Koninkrijk. In de jaren vijftig en zestig was hij rechter van het Internationaal Gerechtshof.

## Levensloop
Koo studeerde vanaf 1904 Westelijke cultuur aan de Columbia-universiteit in New York en promoveerde in 1912 aan deze universiteit in internationaal recht en diplomatie. Bij terugkeer werd hij benoemd tot secretaris Engels van de president van de Republiek China en in 1915 werd hij als Chinees gezant uitgezonden naar de Verenigde Staten.
In 1919 werd Koo naar de Vredesconferentie van Parijs afgevaardigd. Hier eiste hij van de westerse landen en Japan, dat Japan Shandong terug zou geven aan China. Ook eiste hij hier van de westerse landen dat alle imperialistische instellingen en maatregelen in China zouden worden beëindigd, zoals kolonies, douanecontroles, ambassades en pachten. De westerse landen verwierpen zijn eisen, met als gevolg dat China het enige land was dat de Vrede van Versailles niet ondertekende.
Koo was ook de eerste vertegenwoordiger van China tijdens de oprichting van de Volkenbond. In 1924 was hij premier en van 1926 tot 1927 premier en president van de Republiek China. In dezelfde jaren was hij onder Zhang Zuolin ook Minister van Buitenlandse Zaken en verdedigde hij bij de Volkenbond China's tegenstand tegen de Japanse invasie in Mantsjoerije. Hij was ambassadeur in Frankrijk van 1936 tot nazi-Duitsland het land aan het begin van de Tweede Wereldoorlog in 1940 bezette. Aansluitend was hij tot 1946 ambassadeur in het Verenigd Koninkrijk.
In 1945 was Koo medeoprichter van de Verenigde Naties. Later probeerde hij als ambassadeur in de Verenigde Staten het verbond tussen de VS en de Republiek China overeind te houden, toen de Kwomintang steeds meer controle verloor ten koste van de Communistische Partij van China en zich terug moest trekken naar Taiwan.
In 1956 verliet Koo na 44 jaar en twee wereldoorlogen de diplomatieke dienst. In dat jaar werd hij rechter voor het Internationaal Gerechtshof in Den Haag, waarmee hij zijn landgenoot Hsu Mo opvolgde; van 1964 tot 1967 was hij daarnaast vicepresident van het hof. In dat jaar trad hij terug en bracht hij zijn laatste levensjaren door in New York, waar hij uiteindelijk op 98-jarige leeftijd overleed.
- Bibliothèque nationale de France: cb12338956m (data)
- Gemeinsame Normdatei: 129880043
- International Standard Name Identifier: 0000 0001 0615 5634
- Library of Congress Control Number: n79124574
- National Archives and Records Administration: 23898108
- Bibliotheek van het Japanse parlement: 00428868
- Nationale Bibliotheek van Tsjechië: jx20111115022
- Nationale bibliotheek van Australië: 35765578
- Nationale Bibliotheek van Israël: 987007276061105171
- Nederlandse Thesaurus van Auteursnamen: 136431941
- Réseau des bibliothèques de Suisse occidentale: 02-A000099589
- SNAC: w6j10540
- Système universitaire de documentation: 03234127X
- Trove: 895156
- Virtual International Authority File: 61619597
- WorldCat: E39PBJcWrYTcxBG8BGDXXrhWDq